# 巴布亞管竺鯛
巴布亞管竺鯛（學名：Siphamia papuensis），又稱巴布亞管天竺鯛，為輻鰭魚綱鈎頭魚目天竺鯛科管竺鯛屬下的一個種，分布於西太平洋印尼西巴布亞省海域，深度50至72公尺，本魚體橢圓，體稍側扁，頭大、眼大、口大且斜裂，頜齒細小，鋤骨和腭骨通常具齒，舌上無齒，體被弱櫛鱗，前鰓蓋骨具鋸齒，尾柄處有發光器官，眼睛綠色，體側有不規則的黃綠色條紋，背鰭2個，尾鰭叉形，背鰭硬棘8枚、背鰭軟條9枚、臀鰭硬棘2枚、臀鰭軟條8-9枚，體長可達3公分，棲息在底中層水域，夜間活動，屬肉食性，繁殖期時，雄魚具有口孵習性，卵約7日化成仔魚，由雄魚吐出，具短暫的仔魚飄浮期，生活習性不明。